# Де Соуза, Максимино Барбоза
Максими́но Барбо́за де Со́уза (порт. Maximino Barbosa de Sousa; Рибейра-ди-Пена, 1943, Рибейра-ди-Пена — 3 апреля 1976, Кумиейра), более известен как Падре Макс (Padre Max, Отец Макс) — португальский католический священник и крайне левый политик. Активист маоистского Народно-демократического союза. Погиб в результате ультраправого теракта 2 апреля 1976 года.

## Левый священник при правом режиме
Родился в семье португальских реэмигрантов дворянского происхождения — его родители переехали во Францию, но вернулись на родину после нацистской оккупации. Отец Максимино был местным администратором, активным членом салазаровского Национального союза и сотрудничал с ПИДЕ. 
Сам Максимино дружил с детьми из бедных семей, рано увлёкся социальными и этическими проблемами. Принял сан католического священника, стал именоваться Падре Макс. Участвовал в деятельности католических организаций, преподавал в Лиссабоне и Сетубале. Затем переехал на приход в Вила-Реал.
Максимино де Соуза придерживался левых политических взглядов, с энтузиазмом воспринял французские события 1968 года. Публично выступал против салазаровского режима, неоднократно задерживался полицией.

## Революционный радикал на консервативном севере
Падре Макс был активным сторонником Португальской революции 1974. Он вступил в маоистский Народно-демократический союз (НДС). Выступал с проповедями и призывами к радикальному развитию революционного процесса. Одновременно работал школьным учителем, читал лекции для рабочей молодёжи, участвовал в производственно-трудовых конфликтах.
Вила-Реал расположен на Севере Португалии. В этом регионе преобладали консервативные и ультраправые настроения. Падре Макс был популярен у части своих прихожан, в изолированных группах рабочих и учащихся. Но в целом он был окружён враждебной социальной средой. Раздражение и ненависть вызывали не только его взгляды, но и раскованные манеры, «несовместимые с саном» — ношение джинсов, «панибратское» общение с молодёжью и т. д. Его обвиняли в пропаганде маоизма и «свободной любви», в моральном разложении, в сожительстве с 19-летней студенткой-единомышленницей Марией де Лурдеш Перрейра.
Падре Макс постоянно подвергался давлению и угрозам. Представители влиятельных семей, родительские комитеты требовали лишить его права преподавания, духовенство — извергнуть из сана. Молодые активисты консервативной партии Социально-демократический центр (СДЦ) забрасывали его бутылками (при том, что в Лиссабоне консерваторы сами становились жертвами коммунистического насилия). Жёсткие предупреждения поступали от Рамиру Морейры — руководителя службы безопасности правой Народно-демократической партии (НДП) и личного друга каноника Мелу Пейшоту, лидера католического антикоммунизма северной Португалии.
Противостояние достигло апогея в июле-августе 1975 года. Демократическое движение за освобождение Португалии (МДЛП) при поддержке НДП, СДЦ, духовенства и консервативного крестьянства развернуло мощную кампанию антикоммунистических протестов, погромов и терактов. Падре Макс постоянно был на виду как леворадикальный агитатор. Нападение на него стало вопросом времени.

## Теракт и двойное убийство
Вечером 2 апреля 1976 года Максимино Барбоза де Соуза возвращался в Вила-Реал из посёлка Кумиейра, где читал рабочим лекции о целях и задачах НДС. С ним была Мария де Лурдеш. Вскоре после выезда в автомобиле сработало взрывное устройство, заложенное в винную бутылку.
Мария де Лурдеш Перрейра погибла почти сразу. Максимино Барбоза де Соуза прожил ещё несколько часов.

Подложили бомбу в машину, но ничего. Это португальская демократия… Не дожить мне до возраста Христа.

Падре Макс

Максимино де Соуза скончался в больнице рано утром 3 апреля 1976 года. В похоронах 5 апреля участвовало более 20 тысяч человек. Символично, что в день похорон активиста португальской маоистской партии в Пекине произошло массовое антимаоистское выступление на площади Тяньаньмэнь.

## Безрезультатность расследования
Расследование убийства не привело к практическим результатам. Первоначально полиция преимущественно рассматривала «бытовую версию», связанную с отношениями Максимино и Марии. Однако от этой версии пришлось отказаться: политический характер убийства был слишком очевиден.
Основные подозрения возлагались на боевиков МДЛП, связанных с Рамиро Морейрой  и Жуакином Феррейра Торрешем. Не исключалась причастность самого Эдуарду Мелу Пейшоту (левые радикалы до сих пор намекают, а иногда прямо обвиняют каноника в этом убийстве). Однако сформировать конкретную доказательную базу не удалось.
Процесс в 1977 завершился оправданием подсудимых. В 1989 слушания были возобновлены в суде Порту. В качестве обвиняемых привлекались активисты МДЛП Карлуш Пайшан, Альфреду Виторину, Вальтер душ Сантуш и Алькидеш Перейра. Аккуратно говорилось о «моральной ответственности» каноника Мелу. Однако в 1996 процесс завершился прежним вердиктом, ни один из подсудимых не был осуждён. В феврале 1999 обвиняемые были окончательно оправданы. Обвинение в адрес Эдуарду Мелу было снято ещё раньше, в 1992.
В 2006 — 30-я годовщина смерти Падре Макса — коалиция Левый блок, в которую входит НДС, вновь потребовала возобновить расследование и наконец наказать убийц.

## Память
30 сентября 2013 года представители Левого блока в муниципальном совете Вила-Реала предложили назвать одну из городских улиц именем Падре Макса — Rua Padre Max. Предложение было принято и утверждено администрацией в апреле 2014. Считается символичным, что улица Падре Макса расположена невдалеке от улицы Жайме Невиша — видного деятели португальской революции и послереволюционной борьбы.
В апреле 2016, к 40-летию его гибели, на улице Падре Макса состоялось торжественно-траурное мероприятие.

## Символический смысл судьбы
Максимино Барбоза де Соуза не был сторонником коммунистической диктатуры, не разделял сталинистской идеологии ПКП. Он вдохновлялся иными идеями «Красного мая-1968». Однако в португальских условиях середины 1970-х сам факт членства в НДС ставил Падре Макса на определённую сторону противостояния и превращал в объект атаки. Важным фактором риска был также ситуационистский стиль поведения в консервативно-католической среде.
Убийство Падре Макса вошло в историю Португалии как знаковое событие, самый яркий пример общественного ожесточения революционных времён.